# Mr. Smith Goes to Washington
Mr. Smith Goes to Washington (bra: A Mulher Faz o Homem / pt: Peço a Palavra) é um filme estadunidense de 1939, do gênero drama, dirigido por Frank Capra.

## Sinopse
Jefferson Smith é um inocente homem do interior que é levado a Washington por um grupo de políticos para se tornar senador dos Estados Unidos da América. Eles o querem transformar em uma marionete a serviço de seus interesses escusos. Aos poucos, Smith vai percebendo o ambiente de corrupção e degradação moral em que se inseriu, capaz de destruir tudo o que sempre acreditou em relação à bondade e ao caráter dos comandantes de seu país.

## Elenco
- James Stewart .... Jefferson Smith
- Jean Arthur .... Clarissa Saunders

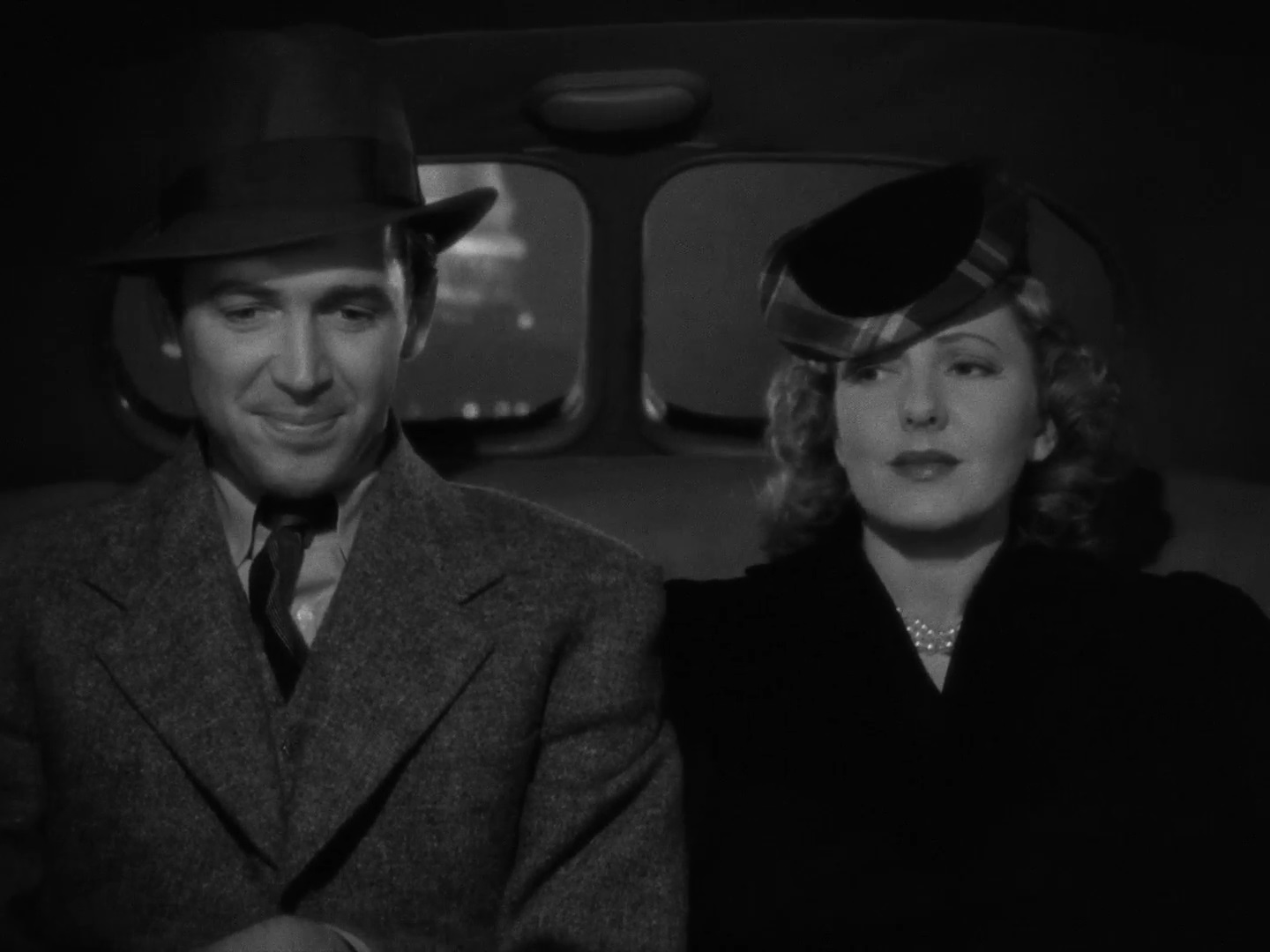
James Stewart e Jean Arthur

- Claude Rains .... senador Joseph Harrison Paine
- Edward Arnold ....  Jim Taylor
- Guy Kibbee ....  governador Hubert Hopper ('Happy')
- Thomas Mitchell ....  Diz Moore
- Eugene Pallette ....  Chick McGann
- Beulah Bondi ....  Ma Smith
- H.B. Warner ....  senador Agnew
- Harry Carey ....  presidente do Senado
- Astrid Allwyn ....  Susan Paine
- Ruth Donnelly ....  Emma Hopper
- Grant Mitchell ....  senador MacPherson
- Porter Hall ....  senador Monroe
- Pierre Watkin ....  senador Barnes
- Lorna Gray .... mulher na estação

## Prêmios e indicações
Oscar 1940 (EUA)
- O filme Mr. Smith Goes to Washington foi vencedor na categoria melhor roteiro adaptado (apesar de não ser uma adaptação) e melhor história original.
- Foi também indicado nas categorias de melhor filme, melhor direção, melhor ator (James Stewart), melhor ator coadjuvante (Claude Rains e Harry Carey), melhor direção de arte, melhor edição, melhor trilha sonora e melhor som.

Prêmio NYFCC 1939 (New York Film Critics Circle Awards, EUA)
- Venceu na categoria de melhor ator (James Stewart).